# Glutamato descarboxilase
Glutamato descarboxilase ou descarboxilase do ácido glutâmico (DAG) (também GAD do inglês glutamic acid decarboxylase) é uma enzima que catalisa a descarboxilação do glutamato para AGAB e CO2. A DAG usa o fosfato de piridoxal como cofator. A reação processa-se como segue:
HOOC-CH2-CH2-CH(NH2)-COOH → CO2 + HOOC-CH2-CH2-CH2NH2
Nos mamíferos a DAG existe em duas isoformas codificadas por dois genes diferentes - Gad1 e Gad2. Estas isoformas são a DAG67 e a DAG65 com pesos moleculares de 67 e 65 kDa, respetivamente. GAD1 e GAD2 são expressas no cérebro onde o AGAB é usado como neurotransmissor, e a GAD2 é também expressa no pâncreas.
Estão descritas pelo menos mais duas formas no cérebro em desenvolvimento, DAG25 e DAG44 (embriónicas; EGAD). São codificadas pelas transcrições alternativas de Gad1, I-80 e I-86: DAG25 é codificada por ambos, GAD44 - apenas pelo I-80.
O Centro de Bioprocessamento Inovador e Aplicado desenvolveu um método para a produção de gama-aminobutirato (AGAB) usando um novo gene do glutamato descarboxilase, identificado a partir de amostras de Kinema, um produto alimentar de soja fermentado naturalmente encontrado na região do Sikkim Himalaia na Índia.

## Papel na patologia

### Diabetes
Tanto a DAG67 como a DAG65 são alvo de autoanticorpos em pessoas que posteriormente desenvolvem diabetes mellitus tipo 1 ou diabetes auto-imune latente. Mostrou-se que injecções de GAD65 preservam alguma produção de insulina durante 30 meses em humanos com diabetes tipo 1.

### Esquizofrenia e distúrbio bipolar
Na esquizofrenia e distúrbio bipolar é observada uma desregulação substancial da expressão do ARNm da DAG acoplada com com a sub-regulação da reelina. Para os dois distúrbios a sub-regulação da GAD67 mais pronunciada foi encontrada no stratum oriens do hipocampo  e em outras camadas e estruturas do hipocampo em grau variável.

## Alteração por fármacos
A pregabalina, um fármaco antiepilético, aumenta os níveis de AGAB neuronal ao causar um aumento da atividade da glutamato descarboxilase dependente da dosagem.[carece de fontes?]
Extratos de Centella asiatica e Valeriana officinalis estimulam a atividade da DAG.